# Radio On
Radio On és una pel·lícula de 1979 dirigida per Chris Petit. És un rar exemple d'una road movie britànica, rodada en blanc i negre per l'assistent de càmera de Wim Wenders, Martin Schäfer i amb música d'una sèrie de grups new wave de l'època, així com artistes consolidats com Kraftwerk, Devo i David Bowie. És un viatge per la Gran Bretanya de finals de la dècada de 1970 a través d'un viatge per carretera des de Londres fins a Bristol, amb Robert, un DJ (interpretat per David Beames) que intenta investigar el suïcidi del seu germà. L'emissora de ràdio on Robert és disc jockey es va basar en la United Biscuits Network, que emetia a les fàbriques propietat de United Biscuits.
En el seu llibre Roadrunner del 2022 Nick Gilbert revisa la pel·lícula, la ruta i les seves ressonàncies 43 anys després i inclou contribucions de Petit i d'altres implicats en la pel·lícula.

## Repartiment
- David Beames com a Robert
- Andrew Byatt com a desertor
- Paul Hollywood com Kid
- Adrian Jones
- Sue Jones-Davies com a noia
- Cyril Kent
- Katja Kersten
- Lisa Kreuzer com a Ingrid
- Sabina Michael com a tia
- Bernard Mistovski
- Nina Pace
- Sandy Ratcliff com a Kathy
- Joseph Riordan
- David Squire
- Sting com Just Like Eddie
- Kim Taylforth